# Tympanoctomys cordubensis
Tympanoctomys cordubensis es una especie extinta del género Tympanoctomys, roedores de la familia Octodontidae que son denominadas comúnmente ratas vizcachas. Esta especie vivía en el centro de la Argentina.

## Taxonomía
Tympanoctomys cordubensis fue descrita originalmente en el año 1889 por el naturalista Florentino Ameghino. Sus restos fueron exhumados de sedimentos pleistocénicos de las provincias de Buenos Aires (acantilados de la zona de Mar del Plata) y Córdoba, en el centro de la Argentina.
Fue descrito bajo el nombre científico de Pithanotomys cordubensis Ameghino, 1889, con el ejemplar holotípico, representado por una hemimandíbula, catalogado como: MACN A-1476 (el de Córdoba); el de Mar del Plata es el: MMP 2602 (una mandíbula).
Esta especie es apenas diferenciable de la especie típica del género Tympanoctomys: T. barrerae.
Genética
Genéticamente, esta especie de roedor pertenece a un género tetraploide, es decir, posee cuatro juegos de cromosomas, característica anormal entre los mamíferos que generalmente son diploides. Se hipotetizó que, por fallas en la mitosis o en la meiosis, un ancestro duplicó su número cromosómico.
Etimología
Su nombre genérico proviene de la unión de dos palabras del idioma griego: tympa, por el gran desarrollo de las bullas timpánicas del cráneo, y octomys en razón a sus molares en forma de "8". 
El término específico cordubensis, es en honor a la provincia argentina de Córdoba, donde fue originalmente encontrado.